# میلیدی و تفنگدارها
میلیدی و تفنگدارها (به انگلیسی: Milady and the Musketeers) فیلمی ماجراجویی، محصول سال ۱۹۵۲ ایتالیا و به کارگردانی ویتوریو کوتافاوی می‌باشد.

## بازیگران
- روسانو براتزی در نقش کنت د لا فری معروف به آتوس
- ایوت لبون در نقش میلیدی اَن
- آرماندو فرانسیولی در نقش هربرت د لا سال
- ماریا گراتسیا فرانچا در نقش ژیزل
- ژان-روژه کوسیمو در نقش البویا داللا
- ماسیمو سراتو در نقش راشفورت
- نریو برناردی
- انتسو فی‌یرمونته
- رناتو د کارمینه
- فرانکو بالدوچی
- آرماندو فرانچولی
- ویتوریو سانیپولی